# 謝斯柏·漢臣
謝斯柏·漢臣（丹麥語：Jesper Hansen，1985年3月31日—）是一名丹麥足球守門員，現效力法國球會伊維恩。

## 職業數據
以下是謝斯柏·漢臣的職業數據︰
| 賽季    | 球會       | 上陣 | 入球 | 聯賽         |
| ------- | ---------- | ---- | ---- | ------------ |
| 2007/08 | 洛斯查蘭特 | 015  | 0    | 丹麥超級聯賽 |
| 2008/09 | 洛斯查蘭特 | 018  | 0    | 丹麥超級聯賽 |
| 2009/10 | 洛斯查蘭特 | 021  | 0    | 丹麥超級聯賽 |
| 2010/11 | 洛斯查蘭特 | 033  | 0    | 丹麥超級聯賽 |
| 2011/12 | 洛斯查蘭特 | 032  | 0    | 丹麥超級聯賽 |
| 2012/13 | 洛斯查蘭特 | 033  | 0    | 丹麥超級聯賽 |
| 2013/14 | 洛斯查蘭特 | 02   | 0    | 丹麥超級聯賽 |
| 2013/14 | 伊維恩     | 022  | 0    | 法國甲組聯賽 |
| 2014/15 | 伊維恩     | 015  | 0    | 法國甲組聯賽 |
| TOTAL   | TOTAL      | 191  | 0    |              |

## 榮譽
洛斯查蘭特
- 丹麥盃 冠軍: 2010, 2011
- 丹麥超級聯賽 冠軍: 2011-12

個人獎項
- 2012年 丹麥最佳門將 [2]